# Saison 1986-1987 des Celtics de Boston
 (novembre 2020).
La saison 1986-1987 des Celtics de Boston est la 41e saison de la franchise américaine de la National Basketball Association (NBA).
Les Celtics commencent la saison comme champion en titre, après avoir vaincu les Rockets de Houston en Finales NBA en six matchs, remportant leur 16e titre NBA. Ils sélectionnent même en haute position cette saison, avec le choix de Len Bias, qui malheureusement ne jouera jamais un match en carrière en NBA, décédé à la suite de sa sélection à la draft 1986.
En playoffs, les Celtics ont éliminé les Bulls de Chicago au premier tour en trois matchs, puis défait les Bucks de Milwaukee en demi-finale de conférence en sept matchs, et les Pistons de Détroit en finale de conférence en sept matchs pour atteindre les Finales NBA pour la cinquième fois dans les années 1980. En finale, les Celtics ont affronté les Lakers de Los Angeles, pour la troisième fois de la décennie. Les Celtics perdent ces finales en six matchs.

## Draft
| Tour | Rang | Joueur       | Position | Nationalité | Provenance        |
| ---- | ---- | ------------ | -------- | ----------- | ----------------- |
| 1    | 2    | Len Bias     | F        | États-Unis  | Maryland          |
| 4    | 93   | Tony Benford |          | États-Unis  | Texas Tech        |
| 5    | 116  | Dave Colbert |          | États-Unis  | Dayton            |
| 6    | 139  | Greg Wendt   |          | États-Unis  | Détroit           |
| 7    | 162  | Tom Ivey     |          | États-Unis  | Boston University |

## Classements de la saison régulière
| Conférence Est | Conférence Est         | Conférence Est | Conférence Est | Conférence Est |
| No             | Franchise              | Vic.           | Déf.           | PCT            |
| -------------- | ---------------------- | -------------- | -------------- | -------------- |
| 1              | Celtics de Boston      | 59             | 23             | 72.0           |
| 2              | Hawks d'Atlanta        | 57             | 25             | 69.5           |
| 3              | Pistons de Détroit     | 52             | 30             | 63.4           |
| 4              | Bucks de Milwaukee     | 50             | 32             | 61.0           |
| 5              | 76ers de Philadelphie  | 45             | 37             | 54.9           |
| 6              | Bullets de Washington  | 42             | 40             | 51.2           |
| 7              | Pacers de l'Indiana    | 41             | 41             | 50.0           |
| 8              | Bulls de Chicago       | 40             | 42             | 48.8           |
|                |                        |                |                |                |
| 9              | Cavaliers de Cleveland | 31             | 51             | 37.8           |
| 10             | Nets du New Jersey     | 24             | 58             | 29.3           |
| 11             | Knicks de New York     | 24             | 58             | 29.3           |

| Division Atlantique   | V  | D  | PCT  | GB |
| --------------------- | -- | -- | ---- | -- |
| Celtics de Boston     | 59 | 23 | 72.0 | -  |
| 76ers de Philadelphie | 45 | 37 | 54.9 | 14 |
| Bullets de Washington | 42 | 40 | 51.2 | 17 |
| Nets du New Jersey    | 24 | 58 | 29.3 | 35 |
| Knicks de New York    | 24 | 58 | 29.3 | 35 |

## Effectif
| Numéro | Joueur          | Position | Provenance                    |
| ------ | --------------- | -------- | ----------------------------- |
| 00     | Robert Parish   | C        | Centenary (LA)                |
| 3      | Dennis Johnson  | PG       | Pepperdine                    |
| 5      | Bill Walton     | C        | UCLA                          |
| 7      | Andre Turner    | PG       | Memphis                       |
| 8      | Scott Wedman    | SF       | Colorado                      |
| 11     | Sam Vincent     | PG       | Michigan State                |
| 12     | Jerry Sichting  | PG       | Purdue                        |
| 20     | Darren Daye     | SF       | UCLA                          |
| 31     | Fred Roberts    | PF       | BYU                           |
| 32     | Kevin McHale    | PF       | Minnesota                     |
| 33     | Larry Bird      | SF       | Indiana State University      |
| 34     | Rick Carlisle   | SG       | University of Maine, Virginia |
| 43     | Conner Henry    | SG       | UC Santa Barbara              |
| 44     | Danny Ainge     | SG       | BYU                           |
| 45     | David Thirdkill | SF       | Bradley                       |
| 50     | Greg Kite       | C        | BYU                           |

## Campagne de playoffs

### Premier tour
(1) Celtics de Boston vs. (8) Bulls de Chicago : Boston remporte la série 3-0
- Game 1 @ Boston :  Boston 108 - 104 Chicago
- Game 2 @ Boston :  Boston 105 - 96 Chicago
- Game 3 @ Chicago :  Boston 105 -94 Chicago

### Demi-finale de conférence
(1) Celtics de Boston vs. (4) Bucks de Milwaukee : Boston remporte la série 4-3
- Game 1 @ Boston :  Boston 111 - 98 Milwaukee
- Game 2 @ Boston :  Boston 126 - 124 Milwaukee
- Game 3 @ Milwaukee :  Milwaukee 126 - 121 Boston
- Game 4 @ Milwaukee :  Boston 138 - 137 Milwaukee
- Game 5 @ Boston :  Milwaukee 129 - 124 Boston
- Game 6 @ Milwaukee :  Milwaukee 121 - 111 Boston
- Game 7 @ Boston :  Boston 119 - 113 Milwaukee

### Finale de conférence
(1) Celtics de Boston vs. (3) Pistons de Détroit : Boston remporte la série 4-3
- Game 1 @ Boston :  Boston 104 - 91 Détroit
- Game 2 @ Boston :  Boston 110 - 101 Détroit
- Game 3 @ Détroit :  Détroit 122 - 104 Boston
- Game 4 @ Détroit :  Détroit 145 - 119 Boston
- Game 5 @ Boston :  Boston 108 - 107 Détroit
- Game 6 @ Détroit :  Détroit 113 - 105 Boston
- Game 7 @ Boston :  Boston 117 - 114 Détroit

### Finales NBA
(1) Lakers de Los Angeles vs. (1) Celtics de Boston : Boston s'incline 4-2 sur la série

#### Match 1
| 2 juin 1987 21:00 EDT |                                                    | Celtics de Boston 111, Lakers de Los Angeles 136 | Celtics de Boston 111, Lakers de Los Angeles 136        | Celtics de Boston 111, Lakers de Los Angeles 136 |  | Great Western Forum, Inglewood Affluence : 17 505 Arbitres : No. 11 Jake O'Donnell No. 25 Hugh Evans | CBS |
| 2 juin 1987 21:00 EDT | Score par quart-temps : 26–35, 28–34, 31–32, 28–25 |                                                  |                                                         |                                                  |  | Great Western Forum, Inglewood Affluence : 17 505 Arbitres : No. 11 Jake O'Donnell No. 25 Hugh Evans | CBS |
| 2 juin 1987 21:00 EDT | Larry Bird 32 Larry Bird 7 Dennis Johnson 13       | Points Rebonds Passes d.                         | James Worthy 33 Kareem Abdul-Jabbar 10 Magic Johnson 13 |                                                  |  | Great Western Forum, Inglewood Affluence : 17 505 Arbitres : No. 11 Jake O'Donnell No. 25 Hugh Evans | CBS |
| 2 juin 1987 21:00 EDT | Los Angeles mène la série 1 à 0                    |                                                  |                                                         |                                                  |  | Great Western Forum, Inglewood Affluence : 17 505 Arbitres : No. 11 Jake O'Donnell No. 25 Hugh Evans | CBS |

#### Match 2
| 4 juin 1987 21:00 EDT |                                                    | Celtics de Boston 122, Lakers de Los Angeles 141 | Celtics de Boston 122, Lakers de Los Angeles 141  | Celtics de Boston 122, Lakers de Los Angeles 141 |  | Great Western Forum, Inglewood Affluence : 17 505 Arbitres : No. 4 Ed T. Rush No. 14 Jack Madden | CBS |
| 4 juin 1987 21:00 EDT | Score par quart-temps : 34–38, 22–37, 36–32, 30–34 |                                                  |                                                   |                                                  |  | Great Western Forum, Inglewood Affluence : 17 505 Arbitres : No. 4 Ed T. Rush No. 14 Jack Madden | CBS |
| 4 juin 1987 21:00 EDT | Larry Bird 23 Robert Parish 14 Dennis Johnson 9    | Points Rebonds Passes d.                         | Byron Scott 24 Johnson, Rambis 5 Magic Johnson 20 |                                                  |  | Great Western Forum, Inglewood Affluence : 17 505 Arbitres : No. 4 Ed T. Rush No. 14 Jack Madden | CBS |
| 4 juin 1987 21:00 EDT | Los Angeles mène la série 2 à 0                    |                                                  |                                                   |                                                  |  | Great Western Forum, Inglewood Affluence : 17 505 Arbitres : No. 4 Ed T. Rush No. 14 Jack Madden | CBS |

#### Match 3
| 7 juin 1987 13:00 EDT |                                                    | Lakers de Los Angeles 103, Celtics de Boston 109 | Lakers de Los Angeles 103, Celtics de Boston 109 | Lakers de Los Angeles 103, Celtics de Boston 109 |  | Boston Garden, Boston Affluence : 14 890 Arbitres : No. 10 Darrell Garretson No. 17 Joe Crawford | CBS |
| 7 juin 1987 13:00 EDT | Score par quart-temps : 29–22, 27–38, 22–26, 25–23 |                                                  |                                                  |                                                  |  | Boston Garden, Boston Affluence : 14 890 Arbitres : No. 10 Darrell Garretson No. 17 Joe Crawford | CBS |
| 7 juin 1987 13:00 EDT | Magic Johnson 32 Magic Johnson 11 Magic Johnson 9  | Points Rebonds Passes d.                         | Larry Bird 30 Larry Bird 12 Ainge, McHale 5      |                                                  |  | Boston Garden, Boston Affluence : 14 890 Arbitres : No. 10 Darrell Garretson No. 17 Joe Crawford | CBS |
| 7 juin 1987 13:00 EDT | Los Angeles mène la série 2 à 1                    |                                                  |                                                  |                                                  |  | Boston Garden, Boston Affluence : 14 890 Arbitres : No. 10 Darrell Garretson No. 17 Joe Crawford | CBS |

#### Match 4
| 9 juin 1987 21:00 EDT |                                                           | Lakers de Los Angeles 107, Celtics de Boston 106 | Lakers de Los Angeles 107, Celtics de Boston 106  | Lakers de Los Angeles 107, Celtics de Boston 106 |  | Boston Garden, Boston Affluence : 14 890 Arbitres : No. 12 Earl Strom No. 25 Hugh Evans | CBS |
| 9 juin 1987 21:00 EDT | Score par quart-temps : 22–29, 25–26, 31–30, 29–21        |                                                  |                                                   |                                                  |  | Boston Garden, Boston Affluence : 14 890 Arbitres : No. 12 Earl Strom No. 25 Hugh Evans | CBS |
| 9 juin 1987 21:00 EDT | Magic Johnson 29 Kareem Abdul-Jabbar 11 Cooper, Johnson 5 | Points Rebonds Passes d.                         | Kevin McHale 25 Kevin McHale 13 Dennis Johnson 14 |                                                  |  | Boston Garden, Boston Affluence : 14 890 Arbitres : No. 12 Earl Strom No. 25 Hugh Evans | CBS |
| 9 juin 1987 21:00 EDT | Los Angeles mène la série 3 à 1                           |                                                  |                                                   |                                                  |  | Boston Garden, Boston Affluence : 14 890 Arbitres : No. 12 Earl Strom No. 25 Hugh Evans | CBS |

#### Match 5
| 11 juin 1987 21:00 EDT |                                                    | Lakers de Los Angeles 108, Celtics de Boston 123 | Lakers de Los Angeles 108, Celtics de Boston 123    | Lakers de Los Angeles 108, Celtics de Boston 123 |  | Boston Garden, Boston Affluence : 14 890 Arbitres : No. 11 Jake O'Donnell No. 4 Ed T. Rush | CBS |
| 11 juin 1987 21:00 EDT | Score par quart-temps : 25–25, 23–38, 29–33, 31–27 |                                                  |                                                     |                                                  |  | Boston Garden, Boston Affluence : 14 890 Arbitres : No. 11 Jake O'Donnell No. 4 Ed T. Rush | CBS |
| 11 juin 1987 21:00 EDT | Magic Johnson 29 Magic Johnson 8 Magic Johnson 12  | Points Rebonds Passes d.                         | Dennis Johnson 25 Kevin McHale 14 Dennis Johnson 11 |                                                  |  | Boston Garden, Boston Affluence : 14 890 Arbitres : No. 11 Jake O'Donnell No. 4 Ed T. Rush | CBS |
| 11 juin 1987 21:00 EDT | Los Angeles mène la série 3 à 2                    |                                                  |                                                     |                                                  |  | Boston Garden, Boston Affluence : 14 890 Arbitres : No. 11 Jake O'Donnell No. 4 Ed T. Rush | CBS |

#### Match 6
| 14 juin 1987 15:30 EDT |                                                    | Celtics de Boston 93, Lakers de Los Angeles 106 | Celtics de Boston 93, Lakers de Los Angeles 106          | Celtics de Boston 93, Lakers de Los Angeles 106 |  | Great Western Forum, Inglewood Affluence : 17 505 Arbitres : No. 10 Darell Garretson No. 17 Joe Crawford | CBS |
| 14 juin 1987 15:30 EDT | Score par quart-temps : 32–25, 24–26, 12–30, 25–25 |                                                 |                                                          |                                                 |  | Great Western Forum, Inglewood Affluence : 17 505 Arbitres : No. 10 Darell Garretson No. 17 Joe Crawford | CBS |
| 14 juin 1987 15:30 EDT | Dennis Johnson Johnson, McHale 10 Danny Ainge 6    | Points Rebonds Passes d.                        | Kareem Abdul-Jabbar 32 Billy Thompson 9 Magic Johnson 10 |                                                 |  | Great Western Forum, Inglewood Affluence : 17 505 Arbitres : No. 10 Darell Garretson No. 17 Joe Crawford | CBS |
| 14 juin 1987 15:30 EDT | Los Angeles gagne la série 4 à 2                   |                                                 |                                                          |                                                 |  | Great Western Forum, Inglewood Affluence : 17 505 Arbitres : No. 10 Darell Garretson No. 17 Joe Crawford | CBS |

C'était la dixième fois que les Celtics et les Lakers sont réunis en finales de la NBA (plus que n'importe quel autre match final) et marque aussi la dernière apparition des Celtics et des Lakers ensemble jusqu'à ce que les deux équipes se rencontrent à nouveau en 2008.

## Statistiques

### Saison régulière
| Joueur          | MJ | MC | MPG  | FG%  | 3P%  | FT%  | RPG  | APG | SPG | BPG | PPG  |
| --------------- | -- | -- | ---- | ---- | ---- | ---- | ---- | --- | --- | --- | ---- |
| Danny Ainge     | 71 | 66 | 35.2 | .486 | .443 | .897 | 3.4  | 5.6 | 1.4 | 0.2 | 14.8 |
| Larry Bird      | 74 | 73 | 40.6 | .525 | .400 | .910 | 9.2  | 7.6 | 1.8 | 0.9 | 28.1 |
| Rick Carlisle   | 42 | 0  | 7.1  | .326 | .313 | .750 | 0.7  | 0.8 | 0.2 | 0.0 | 1.9  |
| Darren Daye     | 61 | 2  | 11.9 | .500 |      | .523 | 2.0  | 1.2 | 0.4 | 0.1 | 3.9  |
| Conner Henry    | 36 | 0  | 6.4  | .369 | .387 | .588 | 0.8  | 0.8 | 0.2 | 0.0 | 2.7  |
| Dennis Johnson  | 79 | 78 | 37.1 | .444 | .113 | .833 | 3.3  | 7.5 | 1.1 | 0.5 | 13.4 |
| Greg Kite       | 74 | 1  | 10.1 | .427 | .000 | .382 | 2.3  | 0.4 | 0.2 | 0.6 | 1.7  |
| Kevin McHale    | 77 | 77 | 39.7 | .604 | .000 | .836 | 9.9  | 2.6 | 0.5 | 2.2 | 26.1 |
| Robert Parish   | 80 | 80 | 37.4 | .556 | .000 | .735 | 10.6 | 2.2 | 0.8 | 1.8 | 17.5 |
| Fred Roberts    | 73 | 11 | 14.8 | .515 | .000 | .810 | 2.6  | 0.8 | 0.3 | 0.3 | 5.5  |
| Jerry Sichting  | 78 | 15 | 20.1 | .508 | .269 | .881 | 1.2  | 2.4 | 0.5 | 0.0 | 5.7  |
| David Thirdkill | 17 | 0  | 5.2  | .417 | .000 | .313 | 1.1  | 0.1 | 0.1 | 0.0 | 1.5  |
| Andre Turner    | 3  | 0  | 6.0  | .400 | .000 |      | 0.7  | 0.3 | 0.0 | 0.0 | 1.3  |
| Sam Vincent     | 46 | 5  | 8.1  | .441 |      | .927 | 0.6  | 1.3 | 0.3 | 0.0 | 3.7  |
| Bill Walton     | 10 | 0  | 11.2 | .385 |      | .533 | 3.1  | 0.9 | 0.1 | 1.0 | 2.8  |
| Scott Wedman    | 6  | 2  | 13.0 | .333 | .500 | .500 | 1.5  | 1.0 | 0.3 | 0.3 | 3.3  |

### Playoffs
| Joueur         | MJ | MC | MPG  | FG%  | 3P%  | FT%  | RPG  | APG | SPG | BPG | PPG  |
| -------------- | -- | -- | ---- | ---- | ---- | ---- | ---- | --- | --- | --- | ---- |
| Danny Ainge    | 20 | 19 | 38.1 | .487 | .438 | .861 | 2.6  | 4.6 | 1.2 | 0.2 | 14.8 |
| Larry Bird     | 23 | 23 | 44.1 | .476 | .341 | .912 | 10.0 | 7.2 | 1.2 | 0.8 | 27.0 |
| Darren Daye    | 23 | 1  | 10.4 | .583 |      | .865 | 1.4  | 0.6 | 0.4 | 0.1 | 5.0  |
| Conner Henry   | 11 | 0  | 3.2  | .500 | .200 | .500 | 0.5  | 0.0 | 0.0 | 0.0 | 2.0  |
| Dennis Johnson | 23 | 23 | 41.9 | .465 | .115 | .850 | 4.0  | 8.9 | 0.7 | 0.3 | 18.9 |
| Greg Kite      | 20 | 1  | 8.6  | .350 |      | .429 | 2.3  | 0.4 | 0.1 | 0.4 | 0.9  |
| Kevin McHale   | 21 | 19 | 39.4 | .584 |      | .762 | 9.2  | 1.9 | 0.3 | 1.4 | 21.1 |
| Robert Parish  | 21 | 21 | 35.0 | .567 | .000 | .767 | 9.4  | 1.3 | 0.9 | 1.7 | 18.0 |
| Fred Roberts   | 20 | 4  | 13.3 | .508 |      | .705 | 1.7  | 0.6 | 0.3 | 0.2 | 4.6  |
| Jerry Sichting | 23 | 4  | 14.7 | .427 | .167 | .800 | 0.9  | 1.4 | 0.4 | 0.0 | 3.4  |
| Sam Vincent    | 17 | 0  | 8.3  | .411 | .500 | .771 | 0.7  | 1.1 | 0.2 | 0.1 | 4.4  |
| Bill Walton    | 12 | 0  | 8.5  | .480 |      | .357 | 2.6  | 0.8 | 0.3 | 0.3 | 2.4  |

## Récompenses
- Larry Bird, All-NBA First Team
- Kevin McHale, All-NBA First Team
- Kevin McHale, NBA All-Defensive First Team